# Ruby Dandridge
Ruby Dandridge (3 de marzo de 1900 – 17 de octubre de 1987) fue una actriz de radio, cine y televisión estadounidense, conocida sobre todo por su trabajo en las series radiofónicas Amos 'n Andy y Judy Canova Show, así como por su papel en la película de 1959 A Hole in the Head, en el papel de Sally.

## Biografía
Su verdadero nombre era Ruby Jean Butler, y nació en  Wichita, Kansas, siendo sus padres Nellie Simon (de ascendencia india e hispana) y George Butler (nacido en Jamaica en 1860 y llegado a Estados Unidos en su niñez). El 30 de septiembre de 1919 se casó con Cyril Dandridge, adoptando su apellido como nombre artístico. La pareja se mudó a Cleveland, Ohio, donde nacieron sus hijas, las actrices Vivian Dandridge (1921–1991) y Dorothy Dandridge, esta última candidata a un Premio Oscar y nacida en 1922, cinco meses después de que sus padres se divorciaran, y fallecida en 1965. Tras divorciarse, Ruby Dandridge inició una relación con Geneva Williams.
Uno de los primeros papeles que interpretó (sin créditos, como muchos de los que llevó a cabo) fue el de una bailarina nativa en King Kong. En total, trabajó en treinta y cuatro producciones cinematográficas, de las cuales tres fueron cortos de animación a los que ella daba voz. Su última película fue A Hole in the Head, de Frank Capra (1959, con Frank Sinatra y Edward G. Robinson).
Activa también como actriz radiofónica, sobre todo colaboró con la serie Beulah (1945-1954), trabajando en la misma junto a Hattie McDaniel y Ernest Whitman, y también con sus hijas Dorothy y Vivian.
En 1952 retomó su papel en Beulah en la adaptación televisiva de la serie, con Hattie McDaniel y después Louise Beavers en el papel del título. Además, entre 1951 y 1962 participó en otras siete series estadounidenses, entre ellas un episodio de Checkmate en 1960.    
Ruby Dandridge falleció en 1987 a causa de un infarto agudo de miocardio en Los Ángeles, California. Fue enterrada junto a su hija Dorothy en el Cementerio Forest Lawn Memorial Park, en Glendale (California). 

## Selección de su filmografía

### Cine

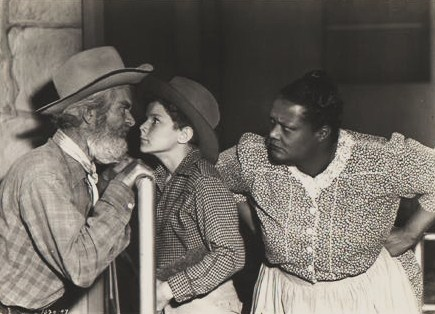
Con Gabby Hayes (izq.) y Lanny Rees en Home in Oklahoma (1946)

- 1933 : King Kong, de Merian C. Cooper y Ernest B. Schoedsack
- 1934 : Black Moon, de Roy William Neill
- 1940 : Broken Strings, de Bernard B. Ray
- 1942 : The Night Before the Divorce, de Robert Siodmak
- 1942 : Gallant Lady, de William Beaudine
- 1942 : The War Against Mrs. Hadley, de Harold S. Bucquet
- 1942 : Tish, de S. Sylvan Simon
- 1943 : Cabin in the Sky, de Vincente Minnelli y Busby Berkeley
- 1943 : Corregidor, de William Nigh
- 1943 : I Dood It, de Vincente Minnelli
- 1944 : Hat Check Honey, de Edward F. Cline
- 1944 : Ladies of Washington, de Louis King
- 1944 : Carolina Blues, de Leigh Jason
- 1945 : The Clock, de Vincente Minnelli
- 1945 : Junior Miss, de George Seaton
- 1945 : Saratoga Trunk, de Sam Wood
- 1946 : Inside Job, de Jean Yarbrough
- 1946 : Home in Oklahoma, de William Witney
- 1946 : Three Little Girls in Blue, de H. Bruce Humberstone
- 1947 : Dead Reckoning, de John Cromwell
- 1947 : The Arnelo Affair, de Arch Oboler
- 1947 : My Wild Irish Rose, de David Butler
- 1948 : Silly Billy, de Jules White
- 1948 : Tap Roots, de George Marshall
- 1950 : Father Is a Bachelor, de Abby Berlin y Norman Foster
- 1959 : A Hole in the Head, de Frank Capra

### Televisión
- 1952 : Beulah
  - Temporada 2, episodios 1 (Love This Neighbor), 8 (Second Wedding) y 11 (The New Arrival), de Richard L. Bare
  - Temporada 3, episodios 1 (Donnie Goes to Work), 3 (The Wally) y 4 (Beulah Goes Gardening), de Richard L. Bare
  - Temporada 4, episodios 1 (Donnie Joins the Circus) y 17 (Harry Builds a Den)
- 1960 : Checkmate
  - Temporada 1, episodio 13 (The Princess in the Tower), de Herschel Daugherty
- 1962 : Father of the Bride
  - Episodio 25, Quibbling